# Hibiscus trilineatus
Hibiscus trilineatus är en malvaväxtart som beskrevs av A. St.-hil. och Naud.. Hibiscus trilineatus ingår i Hibiskussläktet som ingår i familjen malvaväxter. Inga underarter finns listade i Catalogue of Life.